# Bahnhof München-Laim
Der Bahnhof München-Laim ist eine größere Bahnanlage westlich des Münchner Hauptbahnhofs.

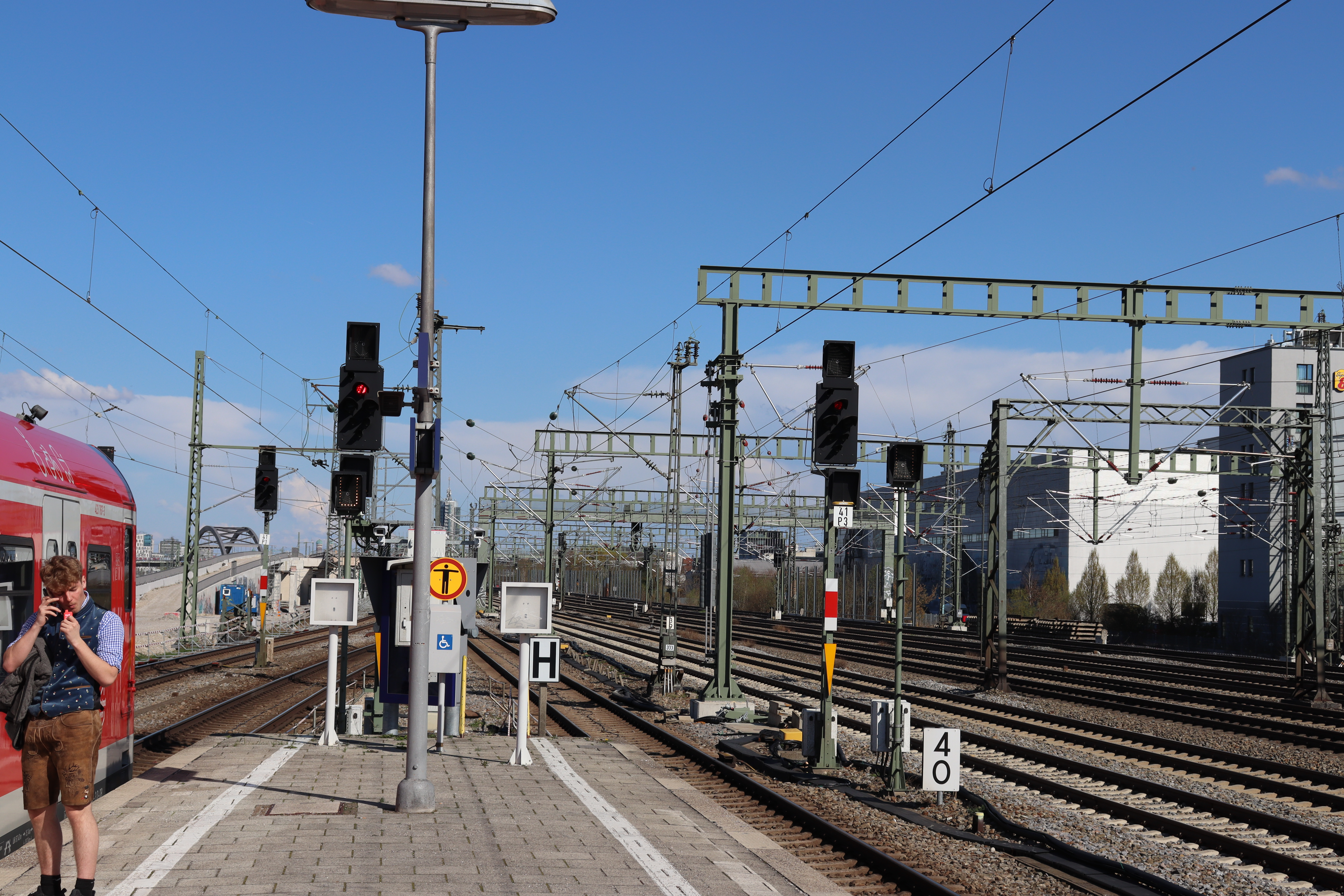
Bahnhof Laim (Blickrichtung stadteinwärts)

## Geschichte
In den 1880er Jahren kam es zu einem starken Anstieg des Verkehrsaufkommens in München, sodass die bisherigen Güterverkehrsanlagen des Münchner Centralbahnhofs nicht mehr ausreichend waren. Eine Trennung von Güter- und Personenverkehr einerseits sowie von Ortsgüter- und Durchgangsverkehr andererseits wurde dringend benötigt. Die Königlich Bayerische Staatsregierung nahm daher Planungen zum Bau eines eigenen Rangierbahnhofs auf. Dieser sollte westlich von München in der Gemeinde Laim errichtet werden, da dort auf bisher agrarisch genutzten Flächen eine ausreichende Platzkapazität direkt an den Streckengleisen von München nach Pasing vorhanden war. 1890 genehmigte die Bayerische Regierung den Bau des Rangierbahnhofs, 1891 wurde mit der Errichtung begonnen. Im Zuge der Bauarbeiten wurde der bisherige Bahnübergang 1891 durch die bis heute bestehende Laimer Unterführung ersetzt. Um die Bahnstrecke München–Regensburg direkt an den im Bau befindlichen Rangierbahnhof anschließen zu können, wurde die Strecke zum 28. September 1892 zwischen dem Centralbahnhof und dem Bahnhof Feldmoching nach Westen verlegt. Die neue Streckenführung verlief südlich des Rangierbahnhofs und zweigte in seinem westlichen Ende parallel zur Bahnstrecke München–Treuchtlingen in Richtung Norden von den Streckengleisen nach Pasing ab.
Noch während der Bauarbeiten zeigte sich, dass der Bahnhof für den weiter ansteigenden Güterverkehr nicht ausreichend dimensioniert war. Entsprechend musste weiterer Grund für die Erweiterung der Bahnanlagen aufgekauft werden. Am 1. Mai 1893 nahmen die Königlich Bayerischen Staatseisenbahnen den ersten Teilbereich des Rangierbahnhofs in Betrieb. Gleichzeitig gingen die zunächst eingleisigen Verbindungsstrecken nach Moosach, Allach, Pasing, Mittersendling und München Süd in Betrieb. Ab 1894 waren die Strecken nach Pasing und zum Südbahnhof zweigleisig befahrbar. Am 15. Februar 1895 nahmen die Bayerischen Staatsbahnen den Betrieb in München-Laim Rbf vollständig auf, 1896 wurden die Bauarbeiten abgeschlossen.

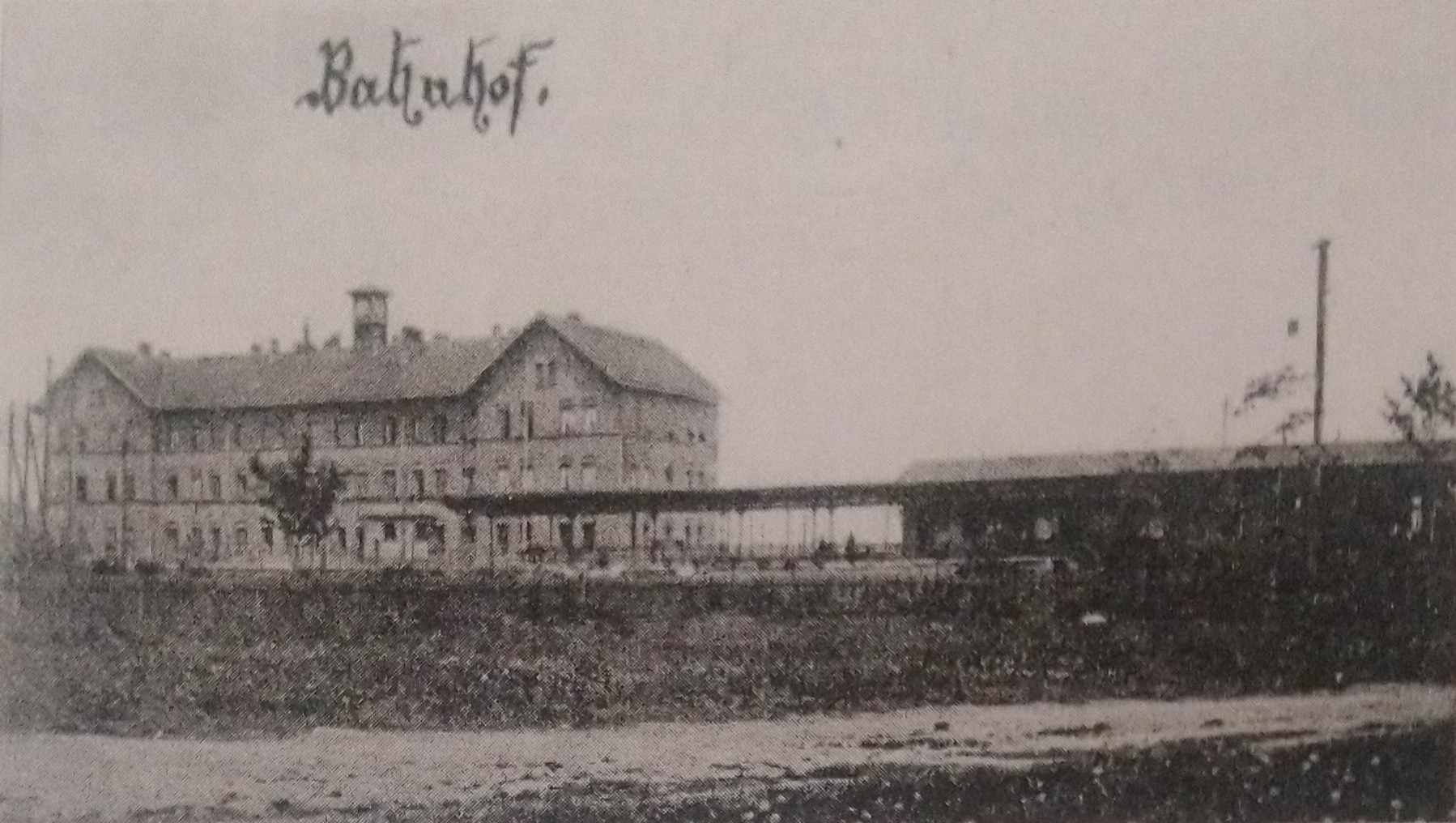
Personenbahnhof Laim (1900)

Südlich des Rangierbahnhofs wurde über der neuen Laimer Unterführung der Personenbahnhof Laim errichtet. Am 30. August 1894 wurde der Bahnhof als vorläufiger Endpunkt der zweigleisigen Vorortbahn, die parallel zu den Fernbahngleisen den Centralbahnhof mit Laim verband, eröffnet. Am 1. Mai 1895 ging die Verlängerung der Vorortbahn bis zum Bahnhof Pasing in Betrieb.
Der Bahnhof bestand aus einem zweigleisigen Mittelbahnsteig, der westlich vom späteren S-Bahn-Mittelbahnsteig lag, mit mittigem Stellwerk und einem Betriebshauptgebäude.

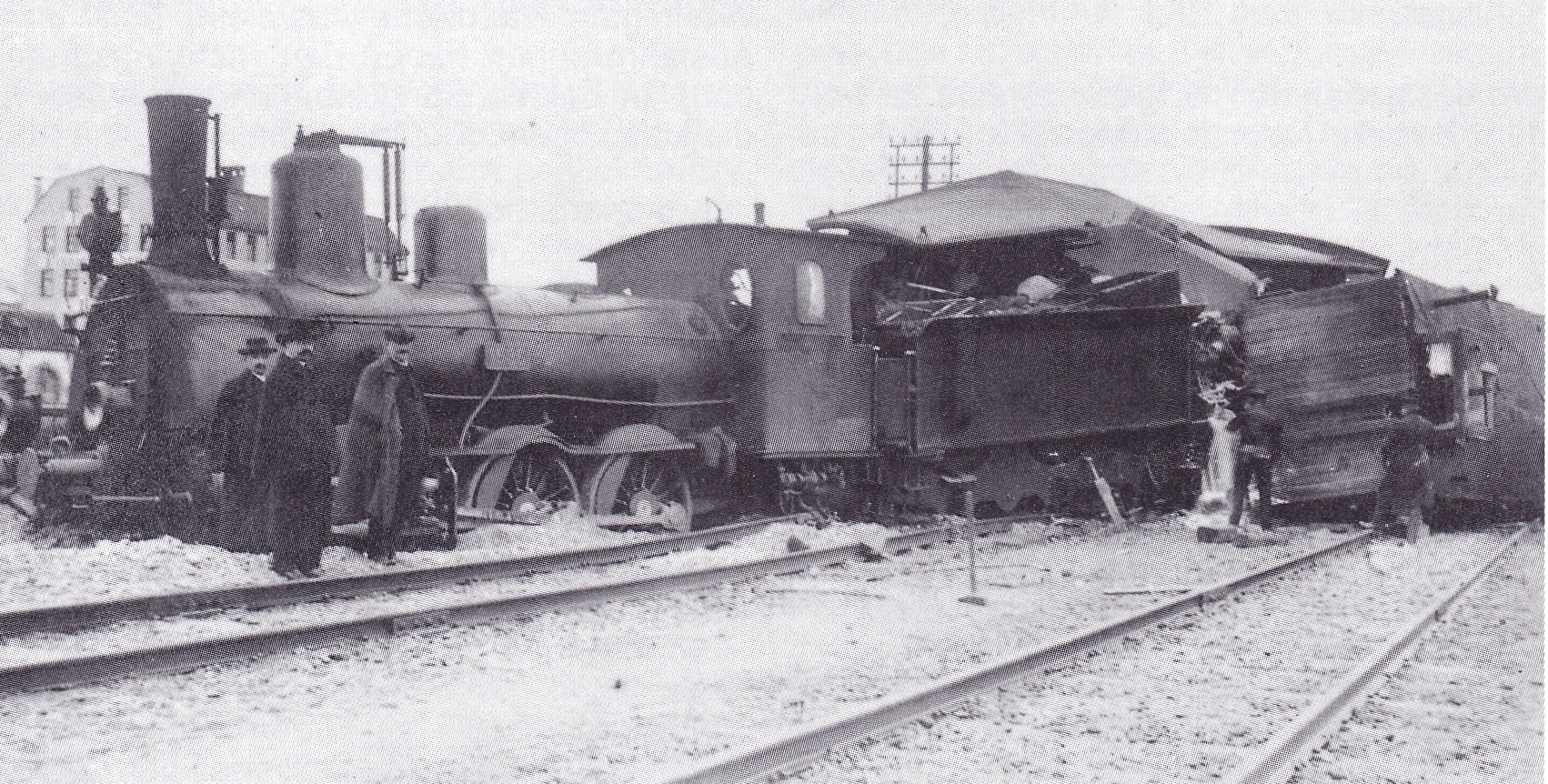
Entgleisung einer Bayerischen C IV im München-Laim Rbf am 16. Mai 1908

Durch den starken Verkehrsanstieg erwies sich der neue Rangierbahnhof München-Laim schon nach wenigen Jahren als zu klein. 1896 nahm die Bayerische Staatsregierung die Planungen für einen weiteren Rangierbahnhof im Osten Münchens zur Entlastung des Laimer Bahnhofs auf. Da diese Planungen aus Kostengründen zunächst nicht umgesetzt wurden, wurde stattdessen der Rangierbahnhof Laim von 1908 bis 1911 erweitert. Nach Abschluss der Umbauarbeiten waren nun acht Einfahr-, elf Ausfahr- und 26 Richtungsgleise sowie zwei Ausziehgleise vorhanden. Somit konnten über die zwei Ablaufberge täglich 2400 Wagen abgefertigt werden. Um 1911 arbeiteten knapp 500 Bahnbedienstete am Bahnhof Laim.
Da der 1912 begonnene Bau des Rangierbahnhofs München Ost aufgrund finanzieller Probleme noch nicht fertiggestellt werden konnte, wurde der Rangierbahnhof Laim 1920 noch einmal erweitert. Dabei konnte jedoch keine große Steigerung der Kapazität erreicht werden. 1924 wurde der Rbf München Ost schließlich eröffnet und konnte die Funktionen des Laimer Rangierbahnhofs zum Teil übernehmen.
Zum 1. Februar 1926 nahm die Deutsche Reichsbahn mit der Elektrifizierung der Verbindungsstrecke nach Pasing den elektrischen Betrieb am Rangierbahnhof auf. Bis zum 1. Dezember 1926 wurde die Verbindungsstrecke nach Moosach und bis zum 3. Januar 1927 die Strecke zum Südbahnhof elektrifiziert. Am 30. Juli 1934 nahm die Reichsbahn auch auf der Verbindungsstrecke von Laim nach Allach den elektrischen Betrieb auf.
In der Zeit des Nationalsozialismus wurden Planungen für eine Neuordnung der Münchner Bahnanlagen erstellt. Der Rangierbahnhof München-Laim, der mit seinen veralteten Anlagen als nicht mehr leistungsfähig genug gesehen wurde, sollte durch einen neuen Hochleistungsrangierbahnhof im Münchner Norden ersetzt werden. Auf der Fläche des Rbf Laim sollte ein neuer Hauptbahnhof entstehen, der als Durchgangsbahnhof den bisherigen Kopfbahnhof ersetzen sollte. Bis zur Einstellung der Bauarbeiten aufgrund des Zweiten Weltkrieges wurde als Vorbereitung zur Errichtung des neuen Hauptbahnhofs jedoch lediglich das Münchener Ausbesserungswerk abgebrochen, bauliche Veränderungen am Laimer Rangierbahnhof fanden nicht mehr statt.
Im Zweiten Weltkrieg war der Rangierbahnhof Laim von großer Bedeutung für die Kriegsindustrie und erreichte seine höchsten Transportleistungen. Die Zulieferungen für die Flugzeugproduktion im BMW-Werk München wurden fast vollständig über den Bahnhof Laim abgewickelt. Durch die Luftangriffe auf München entstanden 1944 und 1945 starke Zerstörungen an Gleisanlagen und Stellwerken des Rangierbahnhofs. Am 29. April 1945 wurde der Zugverkehr am Rangierbahnhof wegen der herannahenden amerikanischen Truppen eingestellt. Im Mai 1946 wurde der planmäßige Güterverkehr in Laim wiederaufgenommen. Da der Betrieb durch die Kriegszerstörungen eingeschränkt war, übernahm der Bahnhof München-Ludwigsfeld vorübergehend einen Teil der Zugbildungsaufgaben des Rangierbahnhofs München-Laim.
Am 16. September 1951 nahm die Deutsche Bundesbahn an der Ausfahrt in Richtung Pasing ein neues Drucktastenstellwerk in Betrieb, das die bisherigen mechanischen Stellwerke an der Westausfahrt ersetzte. Am 1. Juni 1959 eröffnete die DB eine Verbindungsstrecke, welche die Abzweigstelle Landsberger Straße an der Bahnstrecke München–Augsburg mit der Strecke von Laim zum Südbahnhof verband und als Sendlinger Spange bezeichnet wurde. Dadurch wurde der Rangierbahnhof von den durchfahrenden Güterzügen aus Richtung Augsburg in Richtung Südring entlastet, die nun direkt über die Verbindungsstrecke fahren konnten. Bis zum 1. Januar 1960 wurde die Verbindungsstrecke von Laim nach Mittersendling als letzte den Rangierbahnhof berührende Strecke elektrifiziert. In den Jahren 1967 und 1968 wurden zwei mechanische Stellwerke der Länderbahnbauart zu einem Drucktastenstellwerk und einem elektromechanischen Stellwerk umgebaut.
Für die Einführung der S-Bahn München erhielt die Vorortbahn nach Pasing eine Verbindung an die Strecken nach Allach und Moosach, wofür der alte Mittelbahnsteig im Jahr 1969 durch einen östlich gelegenen Neubau ersetzt und der Bahnhof um ein zusätzliches Gleis mit Seitenbahnsteig für den Verkehr stadtauswärts ergänzt wurde.
Der neue Bahnsteig wurde im Vorlaufbetrieb mit Wendezügen bereits ab 1. September 1971 angefahren, bevor die S-Bahn am 28. Mai 1972 eröffnet wurde.
1981 entstand an der Arnulfstraße im Bereich des Münchner Hauptbahnhofs ein neues Containerterminal für den Kombinierten Ladungsverkehr (KLV), das vom Rangierbahnhof Laim aus bedient wurde und zu einem erneuten Verkehrszuwachs führte. Ab 1984 wurden die schnellen Güterzüge des InterCargo-Netzes in Laim behandelt. Zudem war der Bahnhof Laim für die Bedienung der Güterabfertigung München Hbf und der Gleisanschlüsse im Münchner Westen zuständig. Im Wagenladungsverkehr wurden in Laim vor allem Wagen aus im Inland verkehrenden Durchgangsgüterzügen des Fernbereichs auf die Nahgüterzüge zur Bedienung des Nahbereichs verteilt. Abgesehen von den KLV-Zügen wurden nur wenige internationale Güterzüge in Laim behandelt. 1990 kamen im Rbf Laim täglich 64 Züge an und 74 Züge gingen ab. Täglich wurden im Durchschnitt 1500 bis 1600 Wagen behandelt, die Maximalleistung des Bahnhofs lag bei 2200 Wagen.
1987 begannen die Bauarbeiten für den neuen Rangierbahnhof München Nord, der die veralteten Rangierbahnhöfe München-Laim und München Ost ersetzen sollte. Aufgrund der nebeneinanderliegenden Gleisgruppen und der geringen Gleislängen von teilweise nur 250 Metern war bei der Zugbildung in Laim ein hoher Rangieraufwand notwendig. Der Bahnhof war mit veralteter Signaltechnik ausgestattet, die größtenteils noch von mechanischen und elektromechanischen Stellwerken gestellt wurde. Erweiterungen des Bahnhofs waren aufgrund der beengten Platzverhältnisse nicht mehr möglich. Die Deutsche Bundesbahn sah daher sowohl einen Weiterbetrieb ohne größere Investitionen als auch eine Modernisierung des Rangierbahnhofs als unwirtschaftlich an. Um die Kapazitäten für den Güterverkehr in München zu steigern, war daher der Neubau des Rangierbahnhofs München Nord notwendig.
Im Herbst 1991 nahm die Deutsche Bundesbahn den Rangierbahnhof München Nord in Betrieb. Die Aufgaben des Rangierbahnhofs Laim wurden schrittweise zum neuen Rangierbahnhof verlagert. Mit der Eröffnung des Umschlagbahnhofs München-Riem übernahm dieser die Aufgaben des bisherigen Umschlagbahnhofs an der Arnulfstraße. Dadurch entfiel auch die Bedienung der KLV-Anlagen und der Güterabfertigung des Hauptbahnhofs durch den Rangierbahnhof Laim. Lediglich die Bedienung der Anschlussgleise verblieb vorerst beim Bahnhof Laim. Von 1990 bis 2010 wurden beinahe sämtliche Gleisanschlüsse zwischen München Hauptbahnhof und Pasing, die von Laim aus bedient wurden, stillgelegt, sodass der Bahnhof auch diese Aufgabe verlor.

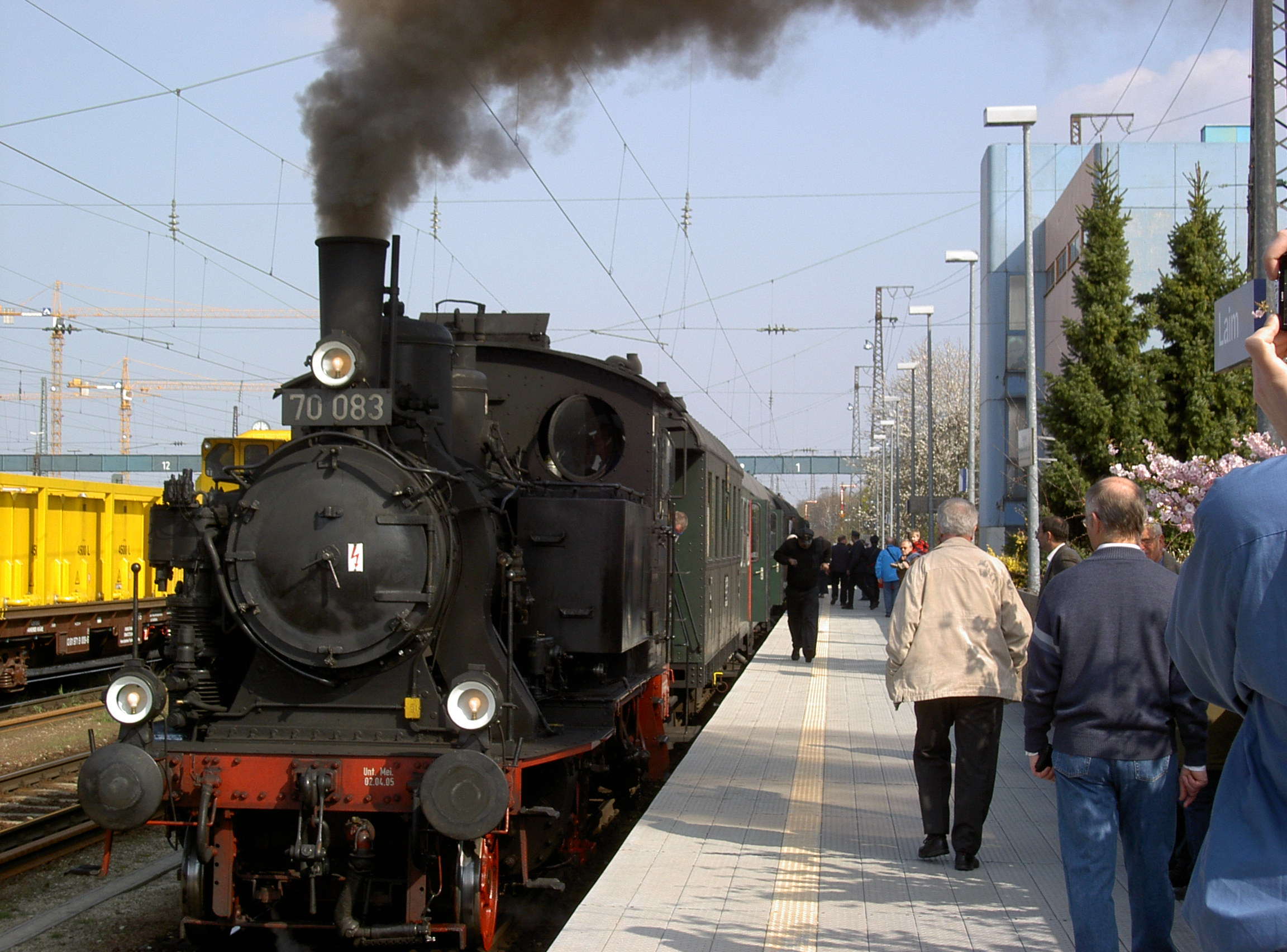
Behelfsbahnsteig für Sonderfahrten (2007)

Vom Personenbahnhof zugänglich befand sich auf der Seite des Rangierbahnhofes ein Behelfsbahnsteig im Jahr 2007, der auch für Sonderfahrten genutzt wurde.
Da die zweite Stammstrecke am Bahnhof Laim abzweigen soll, wird der Bahnhof derzeit auf vier Gleise zu einem Trennungsbahnhof in beide Richtungen mit zwei Mittelbahnsteigen erweitert. Das Betriebshauptgebäude wurde abgerissen, um den bisherigen Seitenbahnsteig zu einem Mittelbahnsteig zu erweitern. Der andere Bahnsteig wird verbreitert. Außerdem entsteht ein weiterer, mittels Aufzügen barrierefreier Zugang auf der Ostseite des Bahnhofes zu einer zusätzlichen Unterführung, der Umweltverbundröhre, östlich der bestehenden Laimer Unterführung. In der Umweltverbundröhre wird unter dem Bahnhof eine Haltestelle für Busse und mittelfristig für die Trambahnlinie 12 errichtet. Die Planung dazu wurde allerdings kritisiert, da dann der Busverkehr Richtung Süden zuerst aus dem Individualverkehr ausgefädelt und nach der Unterführung wieder eingefädelt werden muss.
Der Bahnhof ist Teil des Planfeststellungsabschnitts 1 der zweite Stammstrecke und markiert deren westlichen Beginn. Anfang 2018 wurde mit den bauvorbereitende Maßnahmen begonnen. Der eigentliche Umbau des Bahnhofs wurde im September 2019 begonnen und hätte (laut Planungsstand 2017) Anfang 2024 abgeschlossen werden sollen. Im Jahr 2023 verschob die Deutsche Bahn den Termin auf 2028 und begründete dies unter anderem damit, dass deutlich mehr alte Fundamente aufgefunden wurden als gedacht, die zunächst beseitigt werden müssten.

## Zugverkehr

### S-Bahn

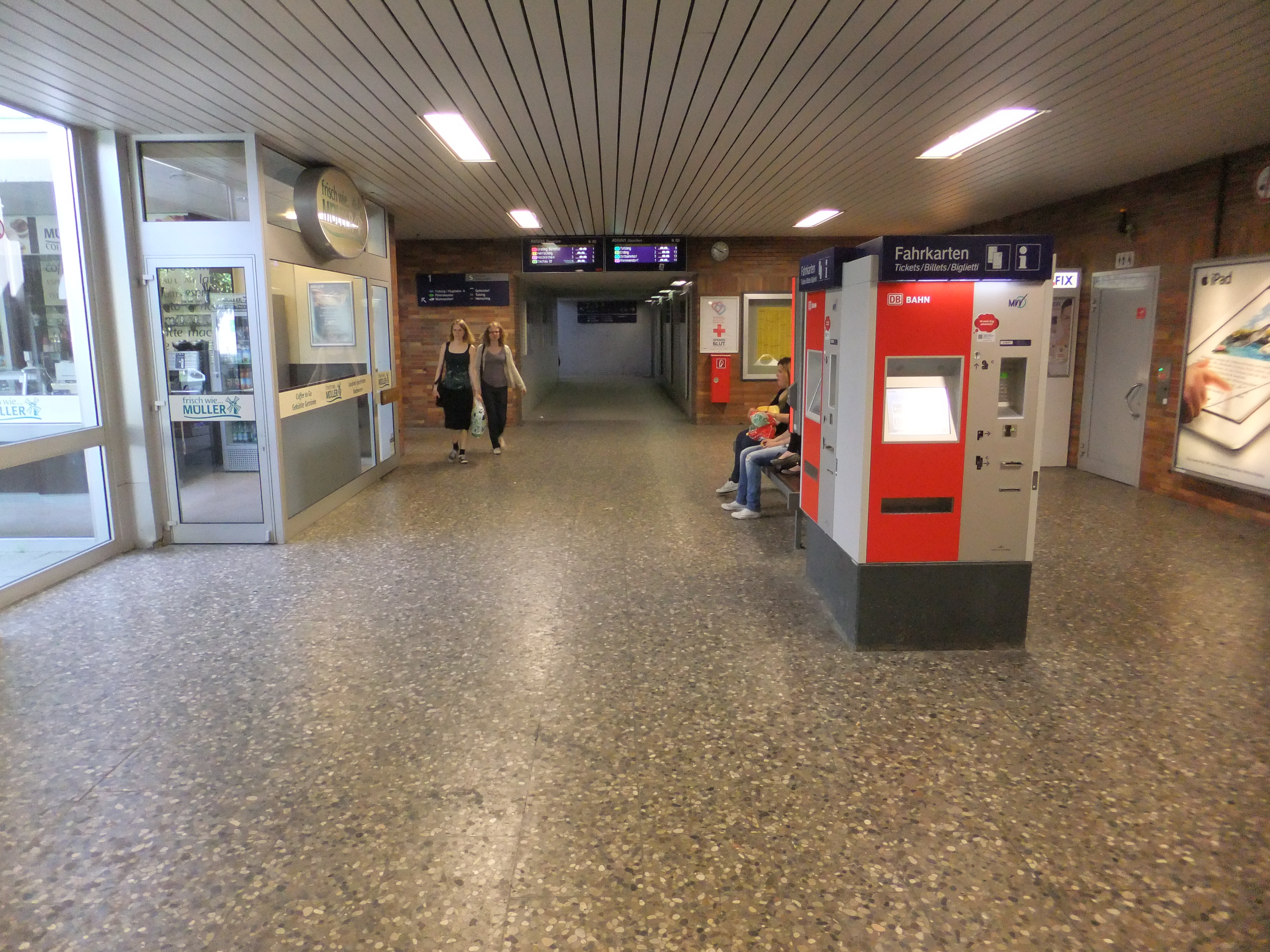
Die Bahnhofshalle

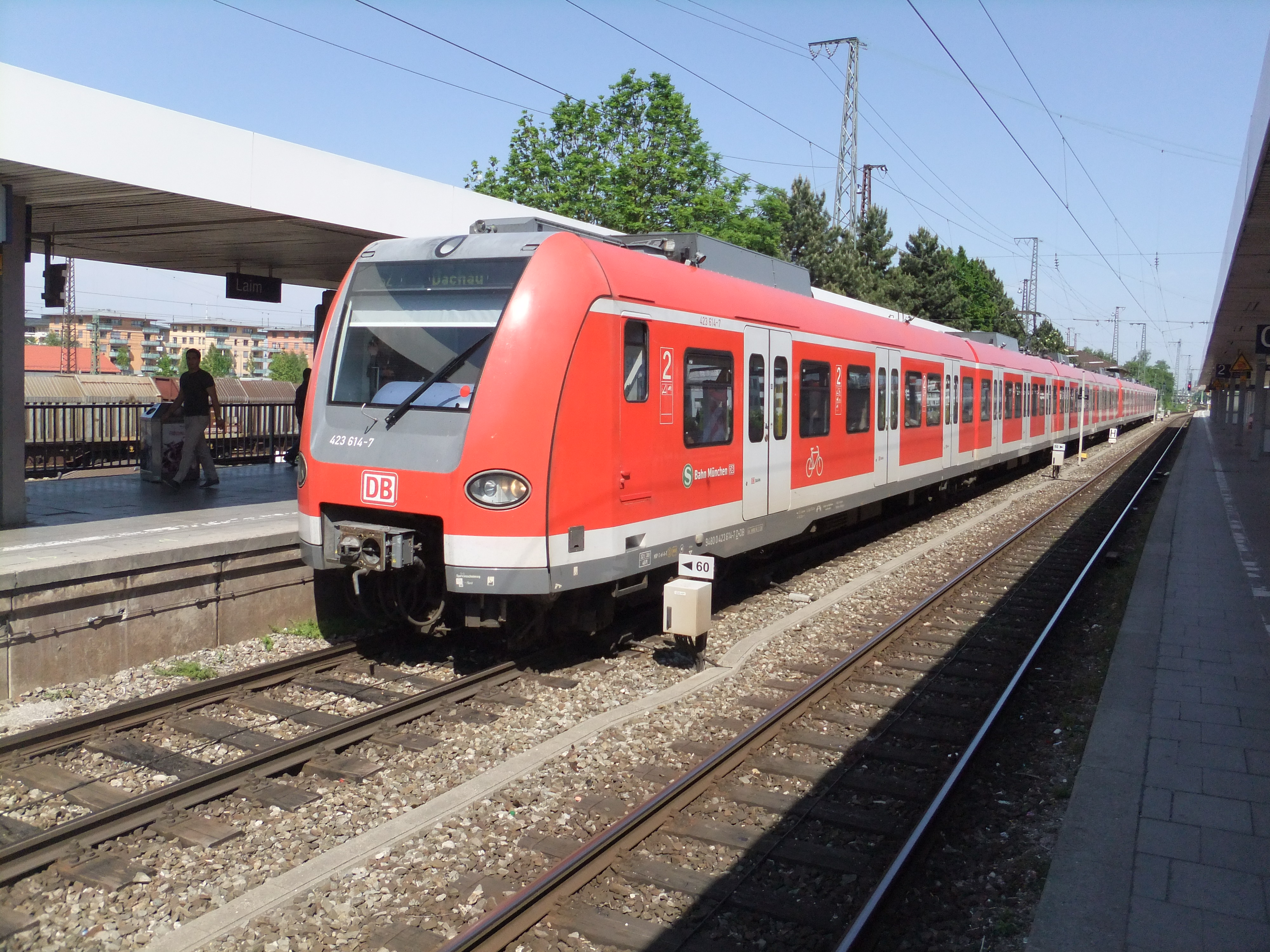
DB-Baureihe 423 auf der Linie S2 im Bahnhof München-Laim

An diesem Bahnhof trennen sich die Linien S1 Richtung Freising/Flughafen und S2 Richtung Dachau/Petershausen/Altomünster von den S-Bahnlinien S3, S4, S5, S6 und S8 nach Pasing.
An Gleis 1 fahren alle S-Bahnen stadtauswärts ab. Einige Meter nach dem Bahnsteig zweigen die S-Bahnlinien 3, 4, 5, 6 und 8 nach rechts ab um die nach links abgezweigten Gleise der S1 und S2 zu überqueren. Der nächste Bahnhof ist in dieser Richtung Pasing, Obermenzing bzw. Moosach. In Pasing besteht Umsteigemöglichkeit zum Regional- und Fernverkehr.
An Gleis 2 treffen die Züge der Linien S1 und S2 ein. Das mittlere Gleis mündet nach dem Bahnsteig auf die Gleise von Gleis 3, an dem die S-Bahnen aus Pasing halten. Der nächste Haltepunkt stadteinwärts ist Hirschgarten.
Die S-Bahnlinie S20 aus/von Pasing/Höllriegelskreuth hält nicht am Bahnhof Laim, sondern fährt südlich davon auf die Strecke nach Solln.
Die Wotanstraße unterquert den Bahnhof in der Laimer Unterführung mit einer maximalen Durchfahrtshöhe von 3,20 m. Durch die Unterführung verkehren die Buslinien 51, 151 und 168. Mittel- bis langfristig ist hier auch eine Trambahn vorgesehen. Südlich der Laimer Unterführung halten die Buslinien 51, 131, 151 und 168. Nachts verkehrt hier die Nachtbuslinie N48.
2008 wurde der S-Bahnhof täglich von 35.200 Reisenden genutzt. Seit dem 21. August 2023 fahren die S-Bahnen Richtung stadtauswärts von einem neuen Bahnsteig (westlich des alten Bahnsteigs) ab, welcher im Zuge des Baus der 2. Stammstrecke gebaut wurde. Der bis dahin noch benutzte Außenbahnsteig wurde abgerissen und die Gleise wurden entfernt.

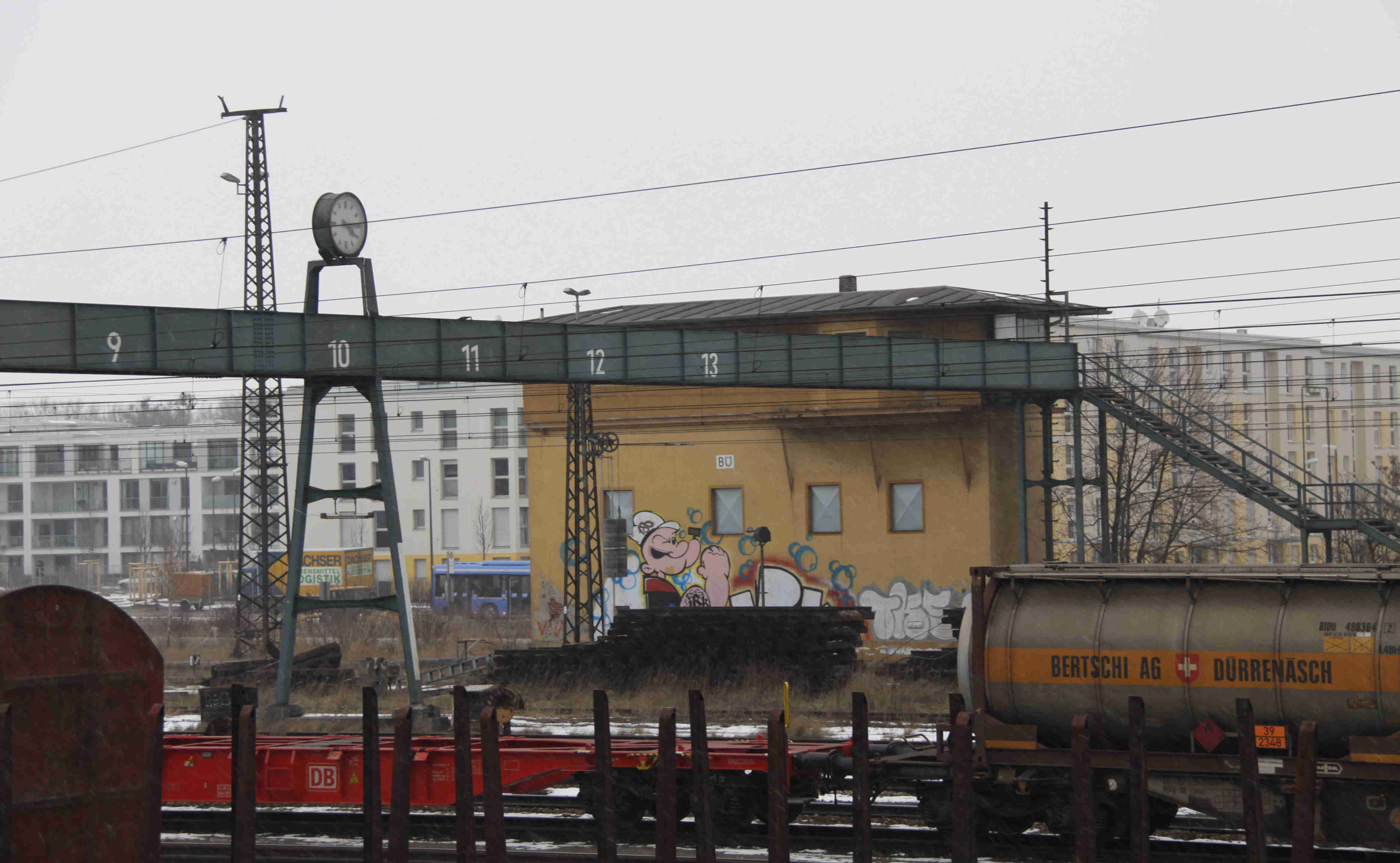
Überführung über die Gütergleise in Laim

| Linie | Verlauf | Takt   |
| ----- | --- | ------ |
| S1    | Freising – Pulling – Neufahrn / Flughafen München – Flughafen Besucherpark – Neufahrn – Eching – Lohhof – Unterschleißheim – Oberschleißheim – Feldmoching – Fasanerie – Moosach – Laim – Hirschgarten – Donnersbergerbrücke – Hackerbrücke – Hauptbahnhof – Karlsplatz (Stachus) – Marienplatz – Isartor – Rosenheimer Platz – Ostbahnhof – Leuchtenbergring | 20 min |
| S2    | Petershausen – Vierkirchen-Esterhofen – Röhrmoos – Hebertshausen – Dachau / Altomünster – Kleinberghofen – Erdweg – Arnbach – Markt Indersdorf – Niederroth – Schwabhausen – Bachern – Dachau Stadt – Dachau – Karlsfeld – Allach – Untermenzing – Obermenzing – Laim – Hirschgarten – Donnersbergerbrücke – Hackerbrücke – Hauptbahnhof – Karlsplatz (Stachus) – Marienplatz – Isartor – Rosenheimer Platz – Ostbahnhof – Leuchtenbergring – Berg am Laim – Riem – Feldkirchen – Heimstetten – Grub – Poing – Markt Schwaben – Ottenhofen – St. Koloman – Aufhausen – Altenerding – Erding | 20 min |
| S3    | Mammendorf – Malching – Maisach – Gernlinden – Esting – Olching – Gröbenzell – Lochhausen – Langwied – Pasing – Laim – Hirschgarten – Donnersbergerbrücke – Hackerbrücke – Hauptbahnhof – Karlsplatz (Stachus) – Marienplatz – Isartor – Rosenheimer Platz – Ostbahnhof – St.-Martin-Straße – Giesing – Fasangarten – Fasanenpark – Unterhaching – Taufkirchen – Furth – Deisenhofen – Sauerlach – Otterfing – Holzkirchen | 20 min |
| S4    | Geltendorf – Türkenfeld – Grafrath – Schöngeising – Buchenau – Fürstenfeldbruck – Eichenau – Puchheim – Aubing – Leienfelsstraße – Pasing – Laim – Hirschgarten – Donnersbergerbrücke – Hackerbrücke – Hauptbahnhof – Karlsplatz (Stachus) – Marienplatz – Isartor – Rosenheimer Platz – Ostbahnhof – Leuchtenbergring – Berg am Laim – Trudering (– Gronsdorf – Haar – Vaterstetten – Baldham – Zorneding – Eglharting – Kirchseeon – Grafing Bahnhof – Grafing Stadt – Ebersberg) | 20 min |
| S5    | Kreuzstraße – Großhelfendorf – Peiß – Aying – Dürrnhaar – Höhenkirchen-Siegertsbrunn – Wächterhof – Hohenbrunn – Ottobrunn – Neubiberg – Neuperlach Süd – Perlach – Giesing – St.-Martin-Straße – Ostbahnhof – Rosenheimer Platz – Isartor – Marienplatz – Karlsplatz (Stachus) – Hauptbahnhof – Hackerbrücke – Donnersbergerbrücke – Hirschgarten – Laim – Pasing (– Westkreuz – Neuaubing – Freiham – Harthaus – Germering-Unterpfaffenhofen – Geisenbrunn – Gilching-Argelsried – Neugilching – Weßling)                                                                                 | 20 min |
| S6    | Tutzing – Feldafing – Possenhofen – Starnberg – Starnberg Nord – Gauting – Stockdorf – Planegg – Gräfelfing – Lochham – Westkreuz – Pasing – Laim – Hirschgarten – Donnersbergerbrücke – Hackerbrücke – Hauptbahnhof – Karlsplatz (Stachus) – Marienplatz – Isartor – Rosenheimer Platz – Ostbahnhof – Leuchtenbergring – Berg am Laim – Trudering – Gronsdorf – Haar – Vaterstetten – Baldham – Zorneding – Eglharting – Kirchseeon – Grafing Bahnhof – Grafing Stadt – Ebersberg | 20 min |
| S8    | Herrsching – Seefeld-Hechendorf – Steinebach – Weßling – Neugilching – Gilching-Argelsried – Geisenbrunn – Germering-Unterpfaffenhofen – Harthaus – Freiham – Neuaubing – Westkreuz – Pasing – Laim – Hirschgarten – Donnersbergerbrücke – Hackerbrücke – Hauptbahnhof – Karlsplatz (Stachus) – Marienplatz – Isartor – Rosenheimer Platz – Ostbahnhof – Leuchtenbergring – Daglfing – Englschalking – Johanneskirchen – Unterföhring – Ismaning – Hallbergmoos – Flughafen Besucherpark – Flughafen München                                                                                | 20 min |

### Güterverkehr
Früher war München-Laim neben München Ost Rbf einer der beiden Münchner Rangierbahnhöfe. Mit der Inbetriebnahme des neuen Rangierbahnhofs München Nord verlor dieser Bahnhofsteil seine Bedeutung, da der Güterwagenumschlag nun von der neuen Anlage aus erfolgte. Da die Bahn zusätzliche Abstellmöglichkeiten für ICE-Züge benötigte, wurden Teile des alten Rangierbahnhofs umgebaut und modernisiert. Über ein Verbindungsgleis zum Bahnbetriebswerk München Hauptbahnhof gelangen die Züge in diese Abstellgruppe.
Durchgehende Güterzüge aus Richtung Pasing, Ingolstadt oder Landshut passieren ebenfalls den Bahnhof Laim, bevor sie über München Süd weiter in Richtung Rosenheim und Österreich fahren.

### Fernverkehr

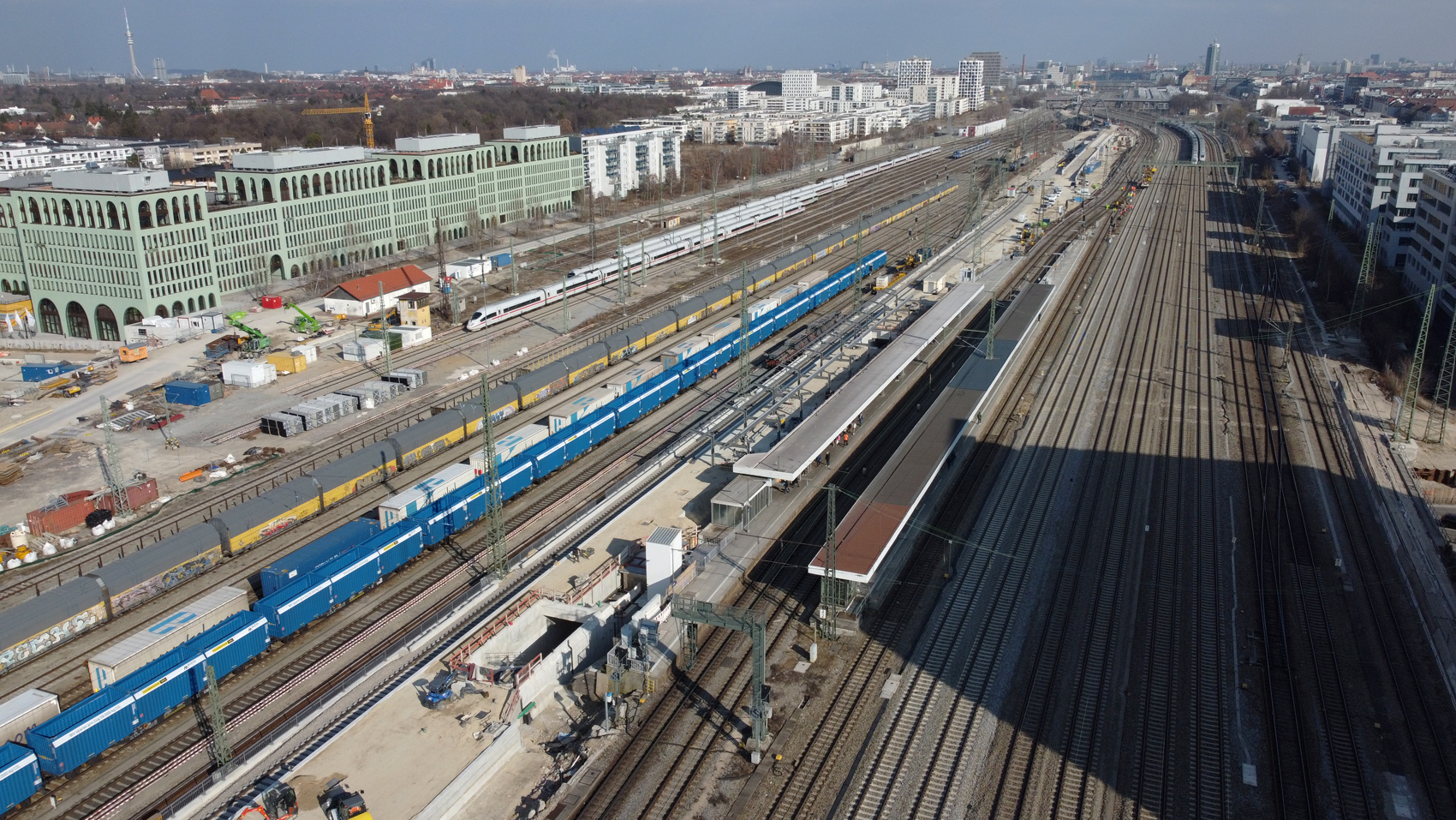
Umbau des Bahnhofs, März 2022

Da der Fernverkehr eigene Gleise zwischen Pasing und dem Hauptbahnhof nutzt, bleibt der Bahnhof Laim davon unberührt. Lediglich einige Nacht- und Autoreisezüge befahren die beschriebene Verbindung zwischen München Süd und Pasing/Ingolstadt. Von Mai 1992 bis Dezember 2012 fuhr auch das Intercity-Zugpaar Königssee (IC 2082/2083), das als einziger Fernverkehrszug den Münchner Hauptbahnhof umfährt, über diese Verbindung, inzwischen verkehrt es stattdessen über die Sendlinger Spange.
Im Zuge einer Machbarkeitsstudie zum Projekt München 21 wurde Ende der 1990er Jahre auf Wunsch der Stadt München die Alternativvariante Laim – Südring erwogen. Sie sah vor, durchgehende Fernzüge in München-Laim halten zu lassen und mit dem Regionalverkehr zu verknüpfen. Von Laim sollte der Hauptbahnhof über den Südring (zum Ostbahnhof) umfahren werden. Die Gleis- und Streckenführung um Bereich des Bahnhofs wäre grundlegend verändert worden, der Bahnhof selbst auf elf Bahnsteigkanten für den Fern- und Regionalverkehr ausgebaut worden.

## Stellwerke
Der Bahnbetrieb im Bahnhof Laim wird von verschiedenen Stellwerken abgewickelt:
- Die Gleise der S-Bahn werden durch das Elektronische Stellwerk (ESTW) der S-Bahn-Stammstrecke an der Donnersbergerbrücke von der Münchner Betriebszentrale aus gesteuert.
- Die modernisierten Gleise zur ICE-Abstellung steuert der Fahrdienstleiter im Bahnbetriebswerk.
- Die Gleise des ehemaligen Rangierbahnhofs werden seit Dezember 2008 vom ESTW Laim Rbf gesteuert, welches ebenfalls an die Münchner Betriebszentrale angeschlossen ist. Das Spurplan-Stellwerk von 1951 und zwei mechanische Stellwerke von 1900 (Stellwerk 3) bzw. 1894 (Stellwerk 1) sind zum selben Zeitpunkt außer Betrieb genommen worden. Seit der Inbetriebnahme des ESTW Moosburg/Isar und der damit verbundenen Stilllegung der Stellwerke im Bahnhof Langenbach (Oberbay) war das Stellwerk 3 im Rangierbahnhof Laim Bayerns ältestes Stellwerk, welches noch im Regelbetrieb genutzt wurde.